# Depot von Smederov
Das Depot von Smederov (auch Hortfund von Smederov) ist ein Depotfund der frühbronzezeitlichen Aunjetitzer Kultur aus Smederov, einem Ortsteil von Ždírec u Blovic im Plzeňský kraj, Tschechien. Es datiert in die Zeit zwischen 1800 und 1600 v. Chr. Das Depot befindet sich heute im Nationalmuseum in Prag.

## Fundgeschichte
Das Depot gelangte stückweise zwischen 1863 und 1871 nach Prag. Das genaue Datum der Entdeckung und die Fundumstände sind unbekannt. Die Fundstelle liegt im Bereich der ehemaligen Festung von Smederov.

## Zusammensetzung
Das Depot besteht aus 14 Bronzegegenständen: ein verziertes Lappenbeil, vier Sicheln, sechs Meißel, eine Tüllenlanzenspitze, eine Nadel mit konischem Kopf und Halsöse und ein Bronzefragment.